# Icosidodécadodécaèdre
En géométrie, l'icosidodécadodécaèdre est un polyèdre uniforme non-convexe, indexé sous le nom U44.
Il partage son arrangement de sommets et d'arêtes avec le rhombidodécadodécaèdre et le rhombicosaèdre.